# آوا دیواین
آوا دواین (به انگلیسی: Ava Devine) متولد ۲۲ ژانویه ۱۹۷۴ اسم هنری یک بازیگر فیلم‌های پورنوگرافی .

## زندگی‌نامه
براساس توصیف خودش آوا در لزلیپ ایالت نیویورک بزرگ شد درحالی که یک دختر نرمال زیبا بود . در ۱۸ سالگی به عنوان یک دختر تلفنی کارش را شروع کرد . او می‌گوید «در خلال کار به عنوان یک دختر تلفنی شروع به آموختن در مورد انواع سکس و پورنو کردم و زمانی که وارد صنعت پورنو گرافی شدم هیچ چیزی که برایم تازگی داشته باشد، تابو باشد یا مرا بترساند وجود نداشت» . او در سن ۲۸ سالگی وارد تجارت پورنوگرافی شد . زمانی که کارش را شروع کرد از او خواسته شد تا در نقشهای فرعی و مکمل ظاهر شود . اما او نپذیرفت . خودش می‌گوید «چرا باید قبول می‌کردم من وارد این تجارت شده بودم تا مخارج زندگیم را تأمین کنم» برای همین فیلم‌های او طیف وسیعی از انواع طبقه‌بندیهای سکسی را مثل شهوانی، سکس دهانی، فرو کردن دوگانه (سکس هم‌زمان با دو مرد)، و سکس گروهی را شامل می‌شود .
او باعنوان «بانوی دریاچه پورن» (lady of the lake) نامیده می‌شود . چرا که او با هرکسی و در هر ساعتی مایل به سکس است او افسانه زن بی‌قید وبند را به واقعیت تبدیل کرده .
در سال ۲۰۰۵ آوا یک عمل جراحی اشتباه داشت و مجبور شد تا سایز سینه‌هایش را کوچک کرده و به شماره (۳۶DD) برساند . پس از تحمل درد و رنج فراوان در سال ۲۰۰۶ او رزومه کاری خود را برای شرکت‌های فیلمسازی فرستاد و آمادگی خودش را برای بازیگری در فیلم‌های پورنوگرافی اعلام کرد .

## جوایز
۲۰۰۵ . جایزه ای‌وی‌ان برنده بهترین صحنه سکس دهانی (Oral Sex) . (به همراه فرانچسکا لی، گای دیسیلوا، راد فونتانا، استیو فرنچ، اسکات لایونز، ماریو روسی و آرنولد شوارتزنپکر) .